# Троицкое (Славянский район)
Троицкое (укр. Троїцьке) — село в Черкасской поселковой общине Краматорского района Донецкой области Украины.

## Общие сведения
Население по переписи 2001 года составляло 377 человек. Почтовый индекс — 84161. Телефонный код — 626.

## Географическое положение
Село расположено на правом берегу пересыхающей реки Сухой Торец. На противоположном берегу расположено с. Знаменское (Знаменовка), ныне — часть поселка Черкасское. Через село проходит автодорога Краматорск — Барвенково — Лозовая.

## История
Село основано ориентировочно в конце XVIII века.

## Достопримечательности
- Памятник воинам, погибшим в Великую Отечественную войну.

## Транспорт и связь
Ближайшая узловая ж/д станция — Славянск. Имеется автобусное сообщение с районным центром Краматорск, городами Барвенково и Славянск.

## Местная власть
84162, Донецкая область, Краматорский район, пгт Черкасское, ул. Ясная, 3.